# Российский государственный педагогический университет имени А. И. Герцена
Росси́йский госуда́рственный педагоги́ческий университе́т им. А. И. Ге́рцена (РГПУ им. А. И. Герцена, Герценовский университет) — одно из ведущих педагогических высших учебных заведений Российской Федерации, находящийся в Санкт-Петербурге. С 1 января 2015 года полное официальное наименование — Федеральное государственное бюджетное образовательное учреждение высшего образования «Российский государственный педагогический университет им. А. И. Герцена». Единственный педагогический вуз, входящий в «Топ-100» вузов России по версии журнала «Эксперт» (45-е место, 2015).
Университет назван в честь русского писателя, политика и философа Александра Ивановича Герцена.

## История

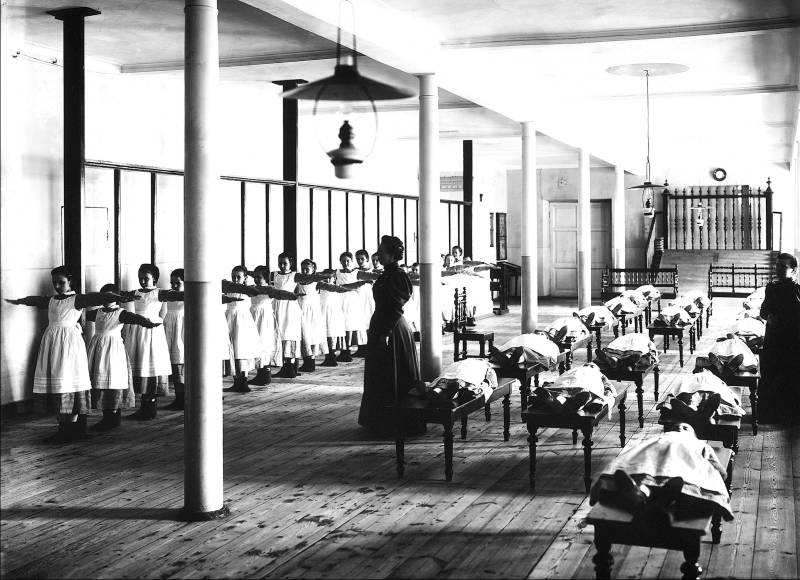
Урок гимнастики в Сиротском институте Ведомства учреждений императрицы Марии. Санкт-Петербург. 1900-е годы. Фотоателье К. К. Буллы

В 1797 году Петербургский Воспитательный дом по распоряжению императора Павла Первого был уравнен в правах с Московским отделением Воспитательного дома (учреждения существовали с 1764 года). В том же 1797 году он был взят под покровительство императрицы Марии Фёдоровны, которая придала делу попечения о сиротах значительный размах. РГПУ имени А. И. Герцена, полагая себя преемником идей и ценностей Воспитательного дома, считает датой своего основания 1797 год.

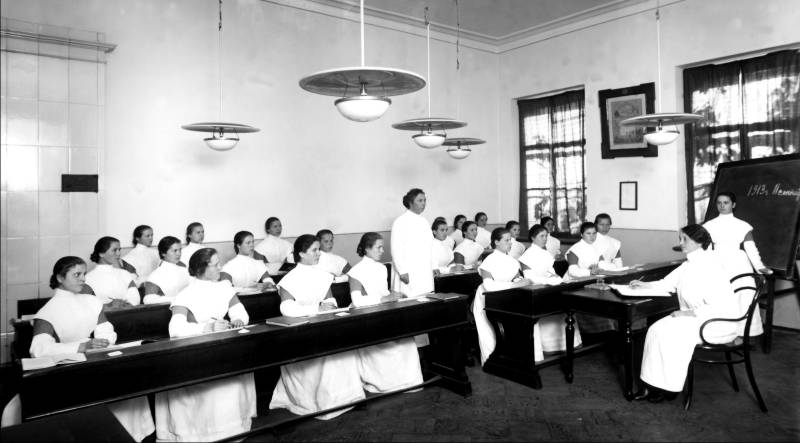
Урок в школе нянь Императорского воспитательного дома. Санкт-Петербург, 1913 год. Фото К. К. Буллы

В Воспитательном доме сиротам давали не только пищу и кров, но и профессию. Здесь были заложены основы женского педагогического образования: созданы классы для подготовки гувернанток, наставниц, учительниц музыки, языков, каллистении (физической культуры). В 1837 году классы реорганизованы в Сиротский институт, получивший в 1855 году имя Императора Николая I. Для девочек из разночинных семей создан Александринский сиротский институт, который в 1905 году стал первым женским профессиональным училищем для подготовки нянь, модисток, учительниц для начальных разночинных школ.
В 1903 году на базе коммерческих педагогических курсов Воспитательного дома был учреждён Женский педагогический институт (с 1912 — Императорский). Он выпускал учительниц-предметниц для гимназий. Этот институт стал первым в стране государственным высшим учебным заведением для женщин. На его основе в 1918 году был создан Первый государственный педагогический институт, который принимал студентов на три факультета: словесно-исторический, физико-математический и естественнонаучный. Также 17 ноября 1918 года состоялось торжественное открытие Третьего педагогического института; в 1920 году ему было присвоено имя А. И. Герцена. В начале 1920-х годов во избежание дублирования преподавательской деятельности и излишнего расходования государственных средств было принято решение о реорганизации всех педагогических вузов Ленинграда. В качестве базового вуза был выбран Третий педагогический институт. В 1922—1923 годах 1-й и 3-й педагогические институты были объединены в Петроградский государственный педагогический институт имени А. И. Герцена, в который затем вошёл и Второй педагогический институт, основанный на базе Петроградского учительского института, который в свою очередь был преобразован из Санкт-Петербургского учительского института имени императора Александра II.
Научная и учебная работа института не прекращалась и в годы военных испытаний Великой Отечественной войны. В 1942 году к институту была присоединена Академия коммунистического воспитания имени Н. К. Крупской. Он был эвакуирован на Урал в г. Кыштым. В послевоенные годы институт превратился в крупнейший в СССР центр подготовки педагогических кадров.
В 1957 году с Институтом имени А. И. Герцена был объединён Ленинградский педагогический институт имени М. Н. Покровского.
21 января 1991 года ЛГПИ имени А. И. Герцена был аттестован в качестве университета и получил наименование «Российский государственный педагогический университет имени А. И. Герцена».
В 1993 году университет стал одним из первых вузов России, начавших эксперимент по введению многоуровневой системы высшего образования.
В Герценовском университете более 30 научных школ.

## Рейтинги
В 2014 году агентство «Эксперт РА» включило вуз в список лучших высших учебных заведений Содружества Независимых Государств, где ему был присвоен рейтинговый класс «D».
В 2019 году вуз вошёл в рейтинг Times Higher Education (THE) University Impact Rankings 2019, где занял 101—200 позицию.
В 2022 году вуз вошёл в Международный рейтинг «Три миссии университета», где занял  позицию в диапазоне 1301—1400 (63-71 место среди российских вузов) .
Также в 2022 году занял 36-е место в рейтинге RAEX «100 лучших вузов России» и 40-е место в рейтинге влиятельности вузов России (RAEX), 2022.
В предметных рейтингах RAEX университет входит в списки лучших вузов по 4 направлениям подготовки: педагогическое образование, география, лингвистика и иностранные языки, психология.

## Образовательные подразделения

### Институты
- Институт востоковедения
- Институт детства
- Институт дефектологического образования и реабилитации
- Институт иностранных языков
- Институт информационных технологий и технологического образования
- Институт истории и социальных наук
- Институт музыки, театра и хореографии
- Институт народов Севера
- Институт педагогики
- Институт психологии
- Институт русского языка как иностранного
- Институт физики
- Институт физической культуры и спорта
- Институт философии человека
- Институт художественного образования
- Институт экономики и управления

### Факультеты

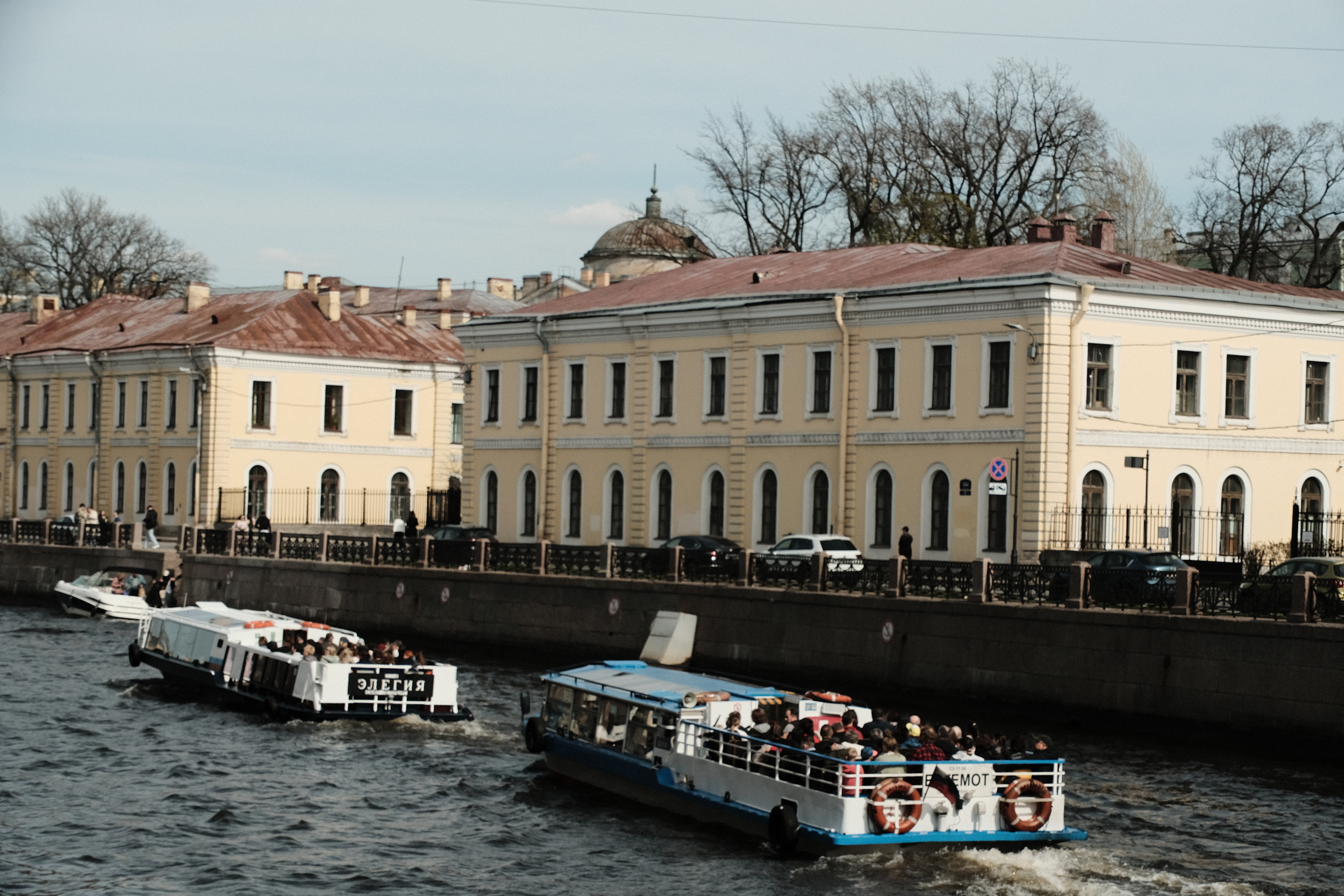
Факультет географии, вид с Красного моста

- Факультет безопасности жизнедеятельности
- Факультет биологии
- Факультет географии
- Факультет математики
- Филологический факультет
- Факультет химии
- Юридический факультет

### Филиалы
- Дагестанский филиал (Махачкала)
- Ташкентский филиал (Республика Узбекистан)

## Неучебные подразделения

### Музей истории Российского государственного педагогического университета им. А. И. Герцена
Музей истории РГПУ (тогда ЛГПИ) основан в 1974 году А. А. Ахаяном (1908—1977), заслуженным работником культуры СССР. В нём собраны материалы, отражающие историю педагогических учреждений г. Санкт-Петербурга, начиная с 1770 года.
Материалы хранят личные фонды профессоров литературоведов Н. П. Гринковой (1895—1961), Ф. П. Филина, методистов по преподаванию естественно-научных дисциплин П. И. Боровицкого (1846—1966), С. А. Павловича (1884—1966), химии В. Н. Верховского (1873—1947), педагогов А. П. Пинкевича (1884—1939), В. Н. Сорока-Росинского и др.
Музей хранит письма, открытки, рисунки, фотографии с автографами известных учёных, писателей, артистов, композиторов, художников: В. М. Бехтерева, Л. Ф. Лесгафта, И. И. Толстого, В. А. Догеля, П. Ф. Каптерева, О. Ф. Берггольц, М. Дудина, Е. А. Долматовского, Ю. В. Толубеева, Л. И. Егоровой и многих других.
В фонде музея более 16 500 фотографических материалов.

### Фундаментальная библиотека имени императрицы Марии Фёдоровны

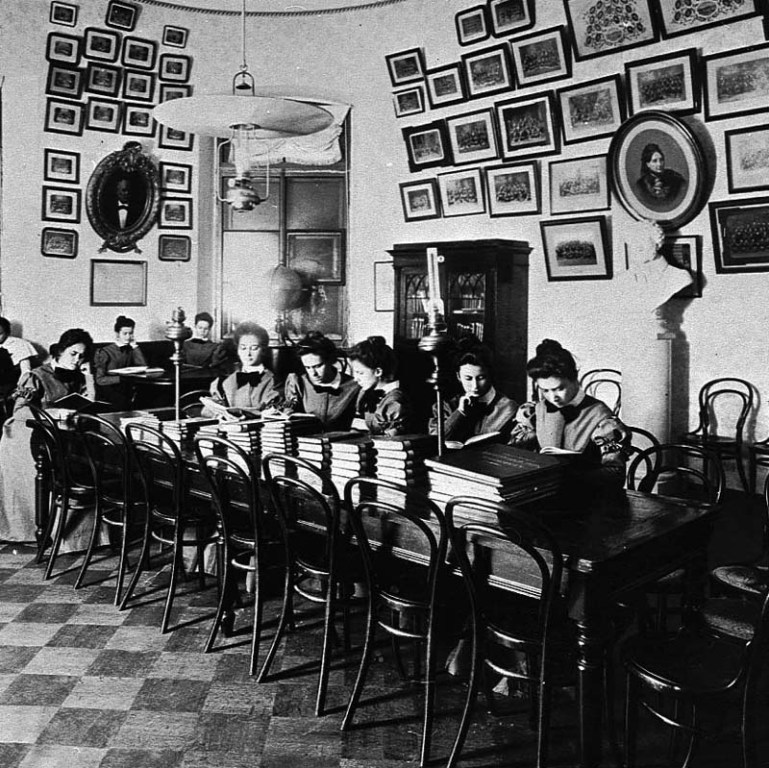
В читальне педагогических классов, конец XIX века.

Фундаментальная библиотека университета внесла вклад в научно-исследовательскую и научно-педагогическую деятельность университета.
В 1873 году в Сиротском Николаевском институте была открыта читальня; в 1877 году появились первые правила для работы в капитальной библиотеке, а в 1887 году она получила статус фундаментальной.
После революции в фонды библиотеки влились большие книжные фонды ряда закрытых учебных заведений, в том числе: Первого Женского педагогического института; Высших женских историко-литературных и юридических курсов Н. П. Раева; Высших женских естественно-научных курсов М. А. Лохвицкой-Скалон; бывшего Дошкольного института и Института педологии и дефектологии (Института социального воспитания) и других.
В 1941 году в фонд библиотеки были влиты библиотеки института журналистики им. В. В. Воровского, коммунистического педагогического института имени Н. К. Крупской, часть библиотеки Института народов Крайнего Севера, Второго педагогического института иностранных языков и библиотека Ленинградского педагогического института имени М. Н. Покровского.
Решением Учёного совета университета 25 апреля 2002 года № 7 фундаментальной библиотеке РГПУ имени А. И. Герцена присвоено имя императрицы Марии Фёдоровны.

## Научные периодические издания
- Известия Российского государственного педагогического университета им. А. И. Герцена

С 2018 года в РГПУ имени А. И. Герцена реализуется программа поддержки научной периодики, в рамках которой была запущена работа по созданию и развитию 8 сетевых научных журналов.
- Journal of Applied Linguistics and Lexicography
- Physics of Complex Systems
- Амурский зоологический журнал
- Журнал интегративных исследований культуры
- Интегративная физиология
- Исследования языка и современное гуманитарное знание
- Комплексные исследования детства
- Психология человека в образовании

## Архитектурно-ландшафтный комплекс университета

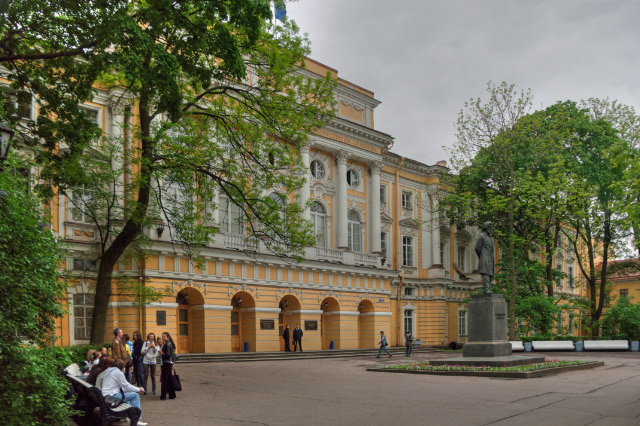
Фасад главного корпуса Герценовского университета и памятник К. Д. Ушинскому

Основная территория университета занимает большую часть квартала, ограниченного Невским проспектом, Казанской улицей, Гороховой улицей и набережной реки Мойки (почтовый адрес — набережная реки Мойки, 48).
На Мойке, 48 сооружения различных эпох (барокко, раннего классицизма, ампира, позднего классицизма) принадлежат к числу наиболее зрелых памятников соответствующих периодов истории зодчества. Архитектурный комплекс имеет оригинальный живописный облик благодаря свободной, асимметричной расстановке архитектурных сооружений, монументов, парковых композиций. Комплекс зданий, занимаемых Герценовским университетом, внесен ЮНЕСКО в список объектов мирового наследия, находящихся под международной охраной.
Отдельные факультеты Герценовского университета расположены в других местах города.

### Главное здание
Главное здание университета — дворец К. Г. Разумовского — находится по адресу набережная Мойки, д. 48 (архитекторы А. Ф. Кокоринов, Валлен-Деламот). С 1797 года во дворце размещался Петербургский Воспитательный дом, с 1834 года — сиротское отделение (с 1837 года — Николаевский сиротский институт), с 1918 года — педагогический институт (ныне Российский государственный педагогический университет им. А. И. Герцена).
Весь второй этаж здания пронизывает коридор, стены которого украшены картинами, посвященными прошлому воспитательного дома (в основном пейзажи). Расширения коридора образуют три зала — Попечительский, Императорский и Ректорский (с севера на юг). В этих залах собраны портреты людей, сыгравших значительную роль в становлении и развитии Воспитательного дома, Ленинградского педагогического института, Герценовского университета.
В здании размещается руководство университета и некоторые службы.
Между 5 корпусом и Казанской улицей расположен «Старый» сад. Когда после революции все здания на Мойке были заняты высшим учебным заведением, здесь, в Старом саду, в небольшом двухэтажном флигеле ещё несколько лет функционировал детский очаг (приют для сирот), затем на этом месте было построено здание, где располагался специализированный Дом ребёнка № 10. В начале XXI века обветшавшее здание было снесено и на его месте в саду была построена современная электроподстанция, копирующая внешний облик флигеля.
Со стороны Казанской улицы сад ограничивает решётка, выполненная по проекту А. Н. Воронихина и являющаяся частью ансамбля Казанской площади.

### Другие здания на Мойке

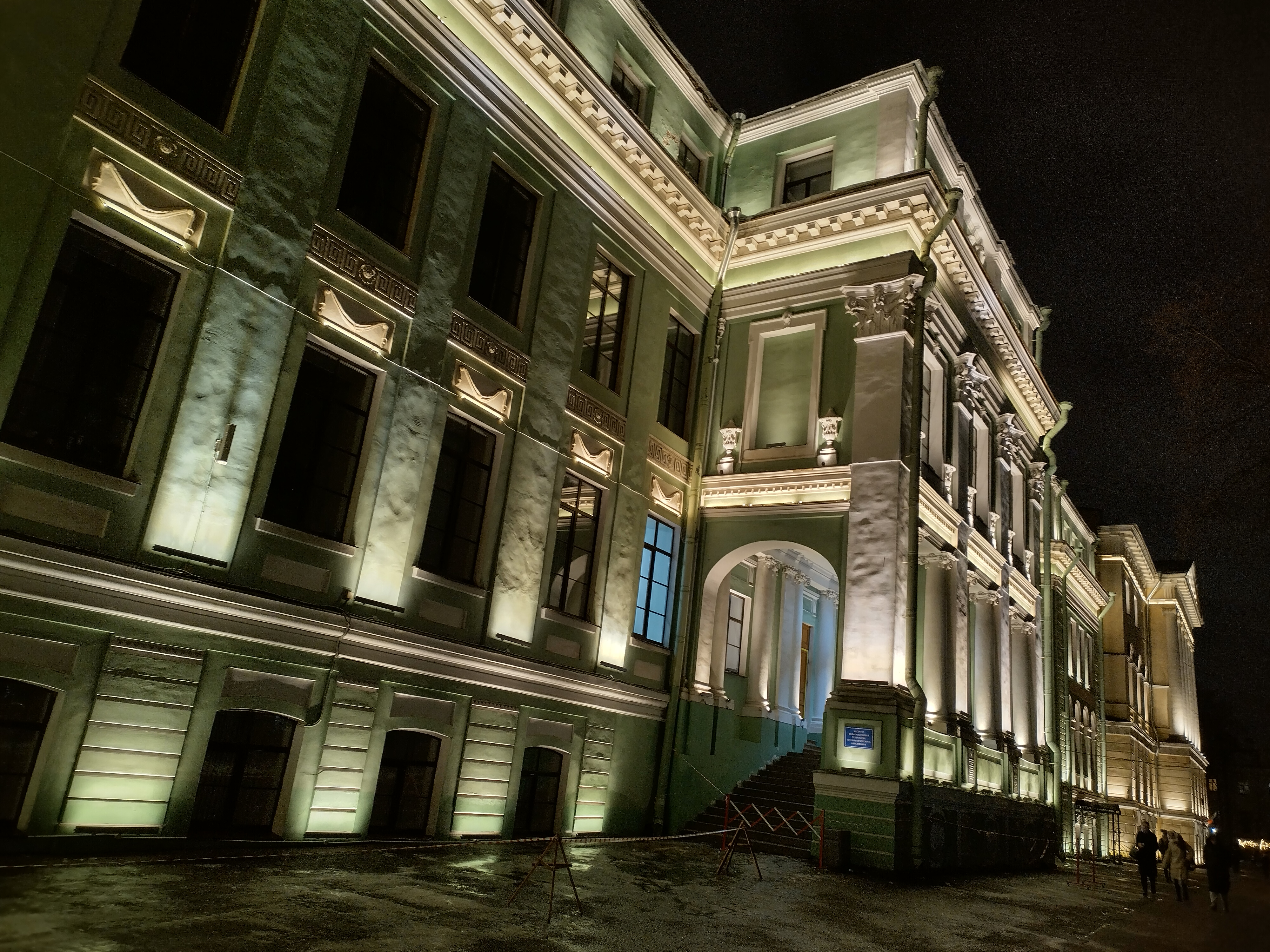
Корпуса 1 и 2 (дома 50 и 52)

Соседние здания (набережная Мойки, 50 и 52) — тоже здания бывшего Петербургского Воспитательного дома. Дом 50 был построен в 1750—1753 годах по проекту Ф.-Б. Расстрелли для богатого купца Г. Х. Штегельмана. В 1764 г. дом Штегельмана был приобретен в казну. В 1765—1768 гг. здание было перестроено в стиле классицизма по проекту архитектора Антонио Ринальди. Позднее главное здание и боковые флигели были надстроены, дом Штегельмана и дворец Разумовского были соединены трехэтажным корпусом, сделаны пристройки со стороны сада.
Здание под номером 52 построено в начале XIX века, приобретено для Воспитательного дома в 1834 году. Перестроено в 1839—1843 годах по проекту архитектора П. С. Плавова. Перед зданием в 1868 году был установлен бюст Ивана Ивановича Бецкого — увеличенная копия, выполненная скульптором А. П. Лаврецким с оригинала Я. И. Земельгака (1803 год).
За домами 50 и 52 расположен «Мамкин сад».

### Другие здания в Санкт-Петербурге
На Малой Посадской улице, д. 26 — здание бывшего Женского педагогического института. Перестроено в 1904—1906 годах архитекторами А. И. Зазерским и В. В. Старостиным. Интерьеры домовой церкви были выполнены в 1906 году по проекту Н. В. Султанова. (Не сохранилась). До института на этом участке находились корпуса Кабельного завода (М. М. Чижов, 1895—1896, Ф. К. фон Пирвиц, 1898).
В западной и восточной частях Васильевского острова находятся соответственно музыкальный (пер. Каховского у площади Балтийских Юнг) и филологический факультеты (1-я линия В. О. неподалёку от Тучкова моста); последний занимает историческое здание также филологической Академии Российской.
Одно из зданий Института компьютерных наук и технологического образования находится на Вознесенском проспекте в доме 39А (другая часть располагается в одном из корпусов на наб. р. Мойки). Институт народов Севера и факультет безопасности жизнедеятельности располагаются в Кировском районе на проспекте Стачек, факультет физической культуры расположен на Лиговском проспекте. Институт детства находится на Московском проспекте почти напротив станции метро «Фрунзенская». Здесь готовят учителей начальных классов, а также работников дошкольного образования.

### Памятники и иные достопримечательности
- Перед главным корпусом 30 июня 1961 года был открыт памятник Константину Дмитриевичу Ушинскому работы скульпторов В. В. Лишева и В. И. Яковлева.

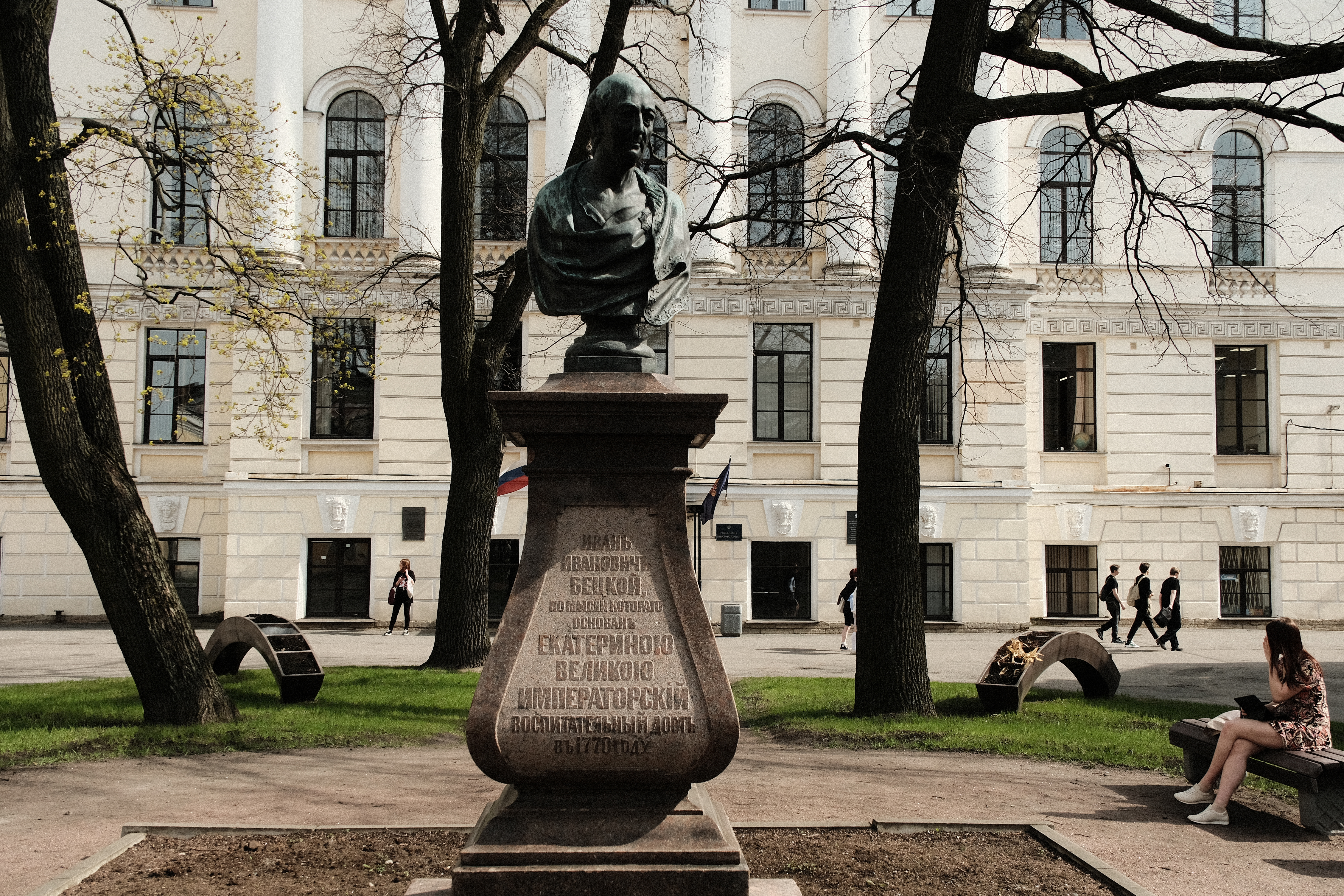
Бюст И. И. Бецкого

- В 1868 году перед нынешним 1 корпусом был открыт бронзовый бюст Ивана Ивановича Бецкого. Бюст скопирован (в увеличенном виде) скульптором А. П. Лаверецким с мраморного бюста работы Я. И. Земельгака (1803 г.).
- Мемориальный памятник героям-герценовцам, установленный в честь студентов и преподавателей РГПУ им. А. И. Герцена, ушедших в годы Великой Отечественной войны на фронт.
- На первом этаже главного корпуса располагается гипсовый бюст Александра Ивановича Герцена.
- В Фундаментальной библиотеке им. императрицы Марии Федоровны располагается её гипсовый бюст.
- За главным корпусом, в Мамкином саду, находится закладной камень будущего памятника пеликану, который в начале 2000-х обещал подарить РГПУ им. А. И. Герцена ФК «Зенит».
- 25 сентября 2009 году между 20 корпусом и зданием профилактория был открыт памятник Конфуцию — дар университету от Генерального консульства КНР в Санкт-Петербурге. На церемонии присутствовали генеральный консул Эрлун Тянь и первый проректор Шанхайского университета иностранных языков Цзиньхуа Тянь. В 20 корпусе на 1 этаже размещается Китайский культурный центр.
- 19 июня 2018 года рядом с 6 корпусом, где располагается Приемная комиссия университета, была открыта скульптура «Размышление». Она символизирует размышления юноши о будущем. Перед молодыми людьми встает выбор, куда поступать. Появление второй птицы внизу композиции говорит о том, что через какое-то время она слетит с плеча, а значит, верное направление будет найдено. Данный памятник является первым образцом современной скульптуры на территории университета. Автором скульптуры является член Союза художников России В. В. Зайко.
- 6 сентября 2018 года состоялось открытие скульптурной композиции «Двое». Композиция представляет собой изображение пары счастливых влюбленных. Работа петербургского скульптора А. А. Архипова.
- 7 октября 2018 года был открыт памятный знак Владимиру Высоцкому. Он выполнен в виде бронзового барельефа (120×80 см), под портретом Высоцкого выгравирован автограф и слова одной из его песен: «Мир вашему дому!». Бронзовый барельеф стал первым памятником поэту в Санкт-Петербурге. Автором памятного знака является член Союза художников России Л. А. Петрова.
- 15 апреля 2019 года был открыт памятник Николаю Гумилёву. Церемония открытия скульптуры состоялась в день 133-й годовщины со дня рождения поэта. Памятник на территории педагогического университета стал первым скульптурным изображением Николая Гумилева в Санкт-Петербурге. Автором скульпторы является член Союза художников А. А. Архипов.
- 23 июля 2019 года торжественно были посажены 33 липы и заложена аллея Тотального диктанта. 3 августа 2020 года на аллее установили таблички — тоже 33. Дело не только в количестве букв русского алфавита, но, так совпало, что примерно такое же количество деревьев требуется для производства бумажных бланков для написания Тотального диктанта. Таким образом, аллея стала своего рода экологической составляющей проекта, направленной на восстановление природных ресурсов. Таблички, которые украшают аллею — собрали самые «петербургские» слова, по одному на каждую букву алфавита. Петербургскую азбуку составили по опросам горожан. Рядом с аллей установлена большая красная буква «á», являющаяся частью логотипа Тотального диктанта.
- 14 ноября 2019 года состоялось открытие скульптурной композиции «Три грации». Триптих символизирует разные ипостаси женственности. Автором скульптурной композиции является член Союза художников Санкт-Петербурга В. А. Петровичев.
- 24 сентября 2020 года состоялась торжественная церемония посадки трех деревьев сакуры (Prunus serrulata «Кандзан»). Деревья подарены университету Генеральным консулом Японии в Санкт-Петербурге в знак многолетней дружбы.

### Агробиологическая станция
Агробиостанция (АБС) РГПУ им. А. И. Герцена расположена в посёлке Вырица Гатчинского района Ленинградской области, является учебно-методической и научной базой факультета биологии. Здесь студенты 1—3 курсов проходят учебную практику и проводят эксперименты по темам выпускных квалификационных работ.
АБС РГПУ функционирует с 1937 года как подразделение факультета биологии для проведения учебных полевых практик по биологическим, географическим и сельскохозяйственным дисциплинам. На агробиологической станции организованы отделы полеводства, овощеводства, плодово-ягодных культур, животноводства (домашняя птица, кролики, пчёлы), физиологии растений, систематики растений, генетики, метеорологии, краеведения, декоративного цветоводства и древесно-кустарниковых пород. Здесь проводятся исследования по экологическому мониторингу реки Оредеж, её притоков и пойменных водоемов.

### Геостанция «Железо»

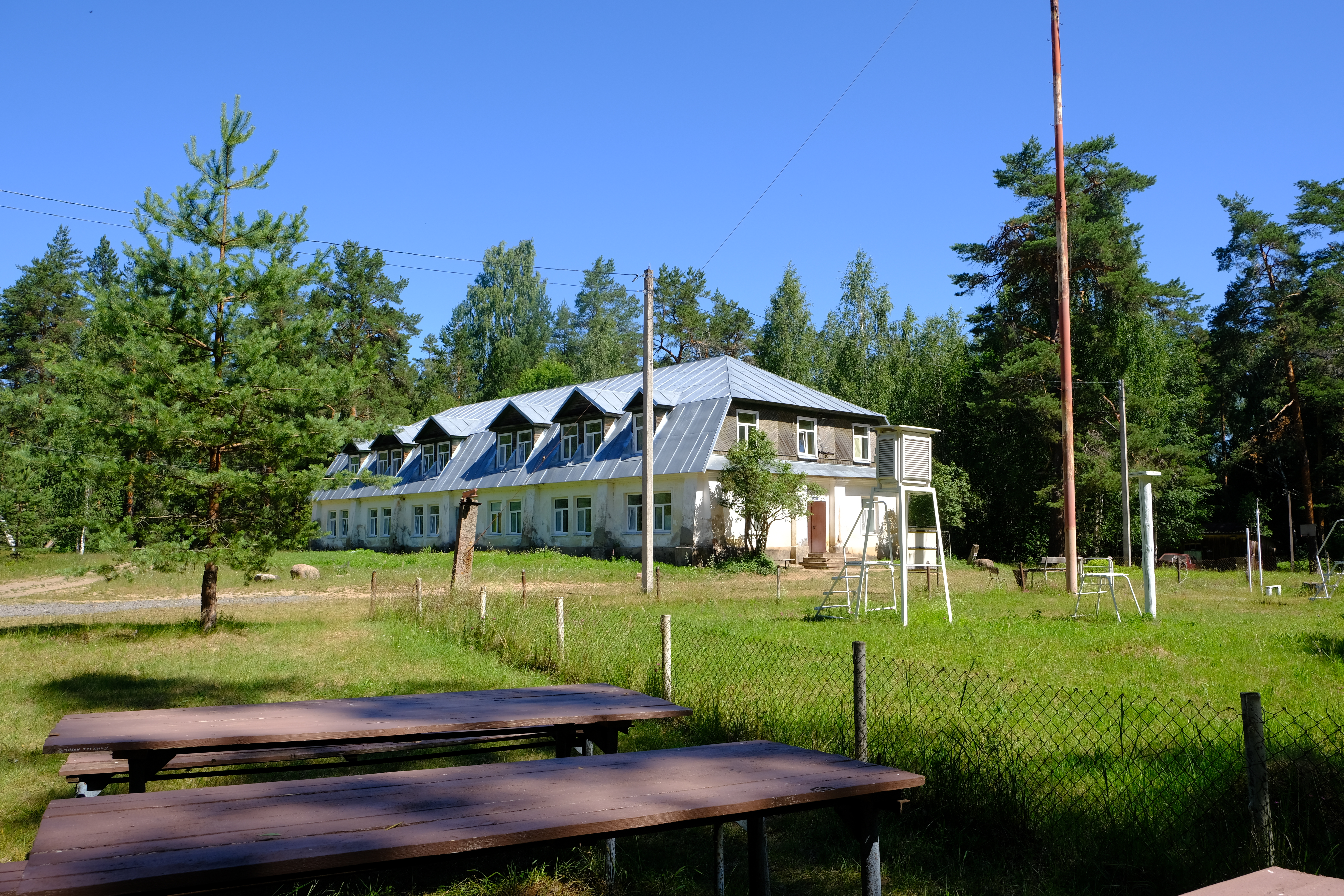
Географическая станция «Железо», метеоплощадка

Геостанция «Железо» расположена в местечке Железо Лужского района Ленинградской области. Здесь студенты факультета географии проходят практики по топографии, метеорологии, геоморфологии, почвоведению, гидрологии, ландшафтоведению, геоботанике, зоогеографии и др. Также сюда приезжают на практики студенты факультетов биологии и физической культуры РГПУ им. А. И. Герцена.

## Храмы

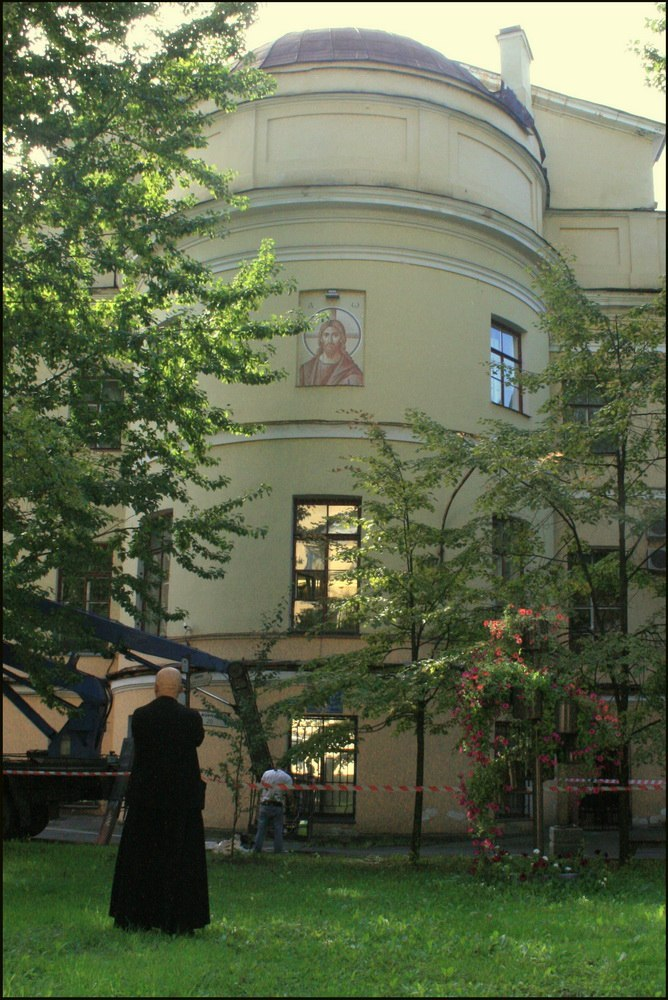
Церковь святых апостолов Петра и Павла

На территории РГПУ им. А. И. Герцена есть действующая церковь — храм святых апостолов Петра и Павла. Он располагается в 20 корпусе, в помещении бывшей домовой церкви при Императорском училище глухонемых. Помещение было передано под нужды РПЦ в 1999 году, хотя первая служба после 70-летнего перерыва была проведена ещё в 1997. Этот храм — одно из немногих мест в Санкт-Петербурге, где ведутся православные богослужения с сурдопереводом. Церковь располагается на 3 этаже учебного корпуса, однако имеет особый вход и отдельную лестницу. В 2013 году в проёме заделанного окна, на стене за алтарём храма, силами общины церкви был установлен образ Спасителя. Он является копией фрески архимандрита Зинона (Теодора) из Феодоровского собора.
Также на территории РГПУ находится церковь Покрова Пресвятой Богородицы, которая в советское время была переделана в студенческий клуб. До 2011 года Колонный зал клуба был основной сценической площадкой молодёжного театра «Ювента».

## Награды
- Орден Трудового Красного Знамени — февраль 1967 года[25]
- Почётный диплом Законодательного Собрания Санкт-Петербурга (14 мая 1997 года) — за заслуги в деле развития высшего педагогического образования и культуры в Санкт-Петербурге и в связи с 200-летием со дня основания[26]